# Castello dell'Acqua
Castello dell'Acqua es una localidad y comune italiana de la provincia de Sondrio, región de Lombardía, con 700 habitantes.

## Evolución demográfica
| Gráfica de evolución demográfica de Castello dell'Acqua entre 1861 y 2001 |
|                                                                           |
| Fuente ISTAT - elaboración gráfica de Wikipedia                           |